# Эльбст
Эльбст (нем. Elbst) — водный дух (Wassergeist), обитавший в швейцарском горном озере Зеелисберг кантона Ури.

## Предание и современность
Озеро Зелисберг ещё в раннем средневековье имело недобрую славу, считаясь обиталищем злых духов и водных чудовищ. Имя демона, обитавшего в озере, Эльбст, предположительно происходит от древневерхненемецкого Альбиц (Albiz), означающем лебедь. 
Согласно описаниям, Эльбст выглядел как «поросший мхом древесный ствол либо движущийся по поверхности озера островок, затягивающий неосторожных в пучину. В лунном свете Эльбст ложится в виде гигантской змеи, свернувшейся кольцом вокруг озера. Появлялся также в виде дракона или когтистой змеи; в этом образе ночью Эльбст выползает на берег и душит крестьянский скот. Может принимать внешность рыбы. Смельчаков, осмелившихся его дразнить, дух преследует как мчащееся огненное колесо.». Появление Эльбста местные жители рассматривали как недоброе предзнаменование. 
Впервые об этом духе в 1585 году письменно упоминает швейцарский учёный XVI века Ренвард Цизат. В 1611 году об Эльбсте сообщает племянник Ренварда, Леопольд. Вновь сообщения об Эльбсте появляются в печати в 1853 году. В 1926 году исследователь Йозеф Мюллер, собирая известия об Эльбсте в районе Зелисбергского озера, обнаружил 5 человек, встречавших чудовище в период с 1914 по 1926 год.